# AK-630
AK-630 – radziecka morska armata systemu ang. CIWS. W pełni zautomatyzowane sześciolufowe szybkostrzelne działko kalibru 30 mm zbudowane w oparciu o system Gatlinga.
System wykorzystuje sześciolufową armatę GSz-6-30 konstrukcji W. Griaziewa, ale o dłuższej lufie (54 kalibry) i wodnym chłodzeniu bloku luf, dzięki czemu osiągnięto szybkostrzelność do 5000 strz./min i możliwość oddania ciągłej serii 400 wystrzałów. Samo działko, dzięki przeładowaniu energią gazów prochowych jest lekkie, waży 205 kg, ale cała wieża ma masę 1800 kg; do tego dochodzi zapas gotowej amunicji (2000 nabojów) o masie 1918 kg. Większe jednostki mogą przenosić dodatkowy zapas 1000 nabojów, które można ręcznie doładować do magazynu wieży.
Głównym zadaniem armaty jest zwalczanie kierowanych pocisków rakietowych, samolotów, śmigłowców oraz zwalczanie niewielkich celów nawodnych. Może także służyć do niszczenia środków ogniowych na brzegu oraz rozstrzeliwaniu min morskich.
Armata AK-630 była jedną z pierwszych systemu CIWS. Prototyp powstał w 1964 roku, produkcję dział rozpoczęto w 1969 roku, a systemów radarowego naprowadzania – rok później, jednak testy całości trwały aż do 1976 roku, kiedy system został przyjęty do służby. W sumie wyprodukowano ponad 1000 zestawów AK-630 i zmodernizowanych wersji AK-630M i uzbrojono w nie ponad 400 okrętów. W 1979 roku wprowadzono zmodernizowaną wersję AK-630M, w którym płaski magazyn amunicji zastąpiono bębnowym.
Kolejną wersją systemu był AK-630M1-2 Roj wyposażony w dwa szybkostrzelne działka 30 mm, o łącznej szybkostrzelności 10 tys. strz./min, ale nie został przyjęty na uzbrojenie.
Rozwinięciem tego systemu jest zestaw AK-630M-2 Duet z początku XXI wieku, składający się z dwóch sześciolufowych armat rotacyjnych AO-18 umieszczonych jedna nad drugą we wspólnym bloku zainstalowanym w całkiem nowej wieży. Kształt wieży i obudowy luf, z płaskimi nachylonymi powierzchniami, ma na celu zmniejszenie skutecznej powierzchni odbicia radiolokacyjnego. Jako pierwsze otrzymały go korwety rakietowe projektu 21631, wchodzące do służby od 2015 roku. Jest uzbrojeniem także okrętów projektu 11711.

## AK-630 wMW
- korwety rakietowe projektu 1241RE
- okręty rakietowe projektu 660M
- niszczyciel ORP „Warszawa”